# Asanga
Asanga (en sánscrito, असङ्ग; en tibetano, ཐོགས་མེད།; Wylie: Thogs med; en chino tradicional, 無著; pinyin, Wúzhuó; romaji, Mujaku) fue un filósofo indio. Vivió entre 315 y 390 d. C. Nació en Purushapura (actual Peshawar, en Pakistán) que formaba parte del antiguo reino de Gandhara. Nacido en una familia  ksatriya y brahmán y hermano mayor de  Vasubandhu. Junto con su hermano son los  fundadores y mayores exponentes de la escuela Yogacara. Primero estudió el budismo hinayana pero más tarde adhirió al  Mahayana. Maitreyanatha tuvo sobre él una influencia decisiva. Transcribió las enseñanzas recibidas de su maestro en “Los cinco tratados de Maitreya”. Junto con sus propios comentarios, esos textos constituyen  la base de las escuelas Yogacara o Cittamatra. También fue un gran maestro del Abhidharma.

## Obras
Las principales obras de Asanga son:
•	Yogacharabhumishastra ( incluye Estadios de los Bodhisattvas)
•	Abhidarmasamuchchaya (Compendio del Abhidharma)
•	Mahayanasamparigraha (Sumario del Mahayana)
•	Prakaranaryavacha
•	Comentarios sobre obras de Maitreya: Uttaratantra, Sutralamkara y otros.